# Llista de topònims de Sant Fost de Campsentelles
Llista de topònims (noms propis de lloc) del municipi de Sant Fost de Campsentelles, al Vallès Oriental
Informació actualitzada per un bot. Els canvis manuals es perdran quan s'actualitzi!

## casa
| imatge | Nom                                 | Ubicat a                   | instància de | Detalls                                    | coordenades                                                                         | Protecció                                  | Commons (més fotos) | Dades a WD                    |
| ------ | ----------------------------------- | -------------------------- | ------------ | ------------------------------------------ | ----------------------------------------------------------------------------------- | ------------------------------------------ | ------------------- | ----------------------------- |
|        | Can Bastinos                        | Sant Fost de Campsentelles | casa         | Estil: arquitectura eclèctica 19th century | 41° 31′ 03″ N, 2° 14′ 03″ E / 41.517392°N,2.234163°E ca:C. Sant Isidre 108 msnm     | bé integrant del patrimoni cultural català | Can Bastinos        | Modifica les dades a Wikidata |
|        | Can Lledó                           | Sant Fost de Campsentelles | casa         | Estil: arquitectura popular                | 41° 31′ 01″ N, 2° 14′ 06″ E / 41.517037°N,2.23497°E ca:Sant Isidre, 64              | bé integrant del patrimoni cultural català |                     | Modifica les dades a Wikidata |
|        | casa al carrer Emili Monturiol, 111 | Sant Fost de Campsentelles | casa         | Estil: arquitectura modernista             | 41° 31′ 27″ N, 2° 13′ 33″ E / 41.524151°N,2.225921°E ca:Carrer Emili Monturiol, 111 | bé integrant del patrimoni cultural català |                     | Modifica les dades a Wikidata |

## curs d'aigua
| imatge | Nom                   | Ubicat a                                                            | instància de               | Detalls                                                     | coordenades                                                                                               | Protecció | Commons (més fotos) | Dades a WD                    |
| ------ | --------------------- | ------------------------------------------------------------------- | -------------------------- | ----------------------------------------------------------- | --- | --------- | ------------------- | ----------------------------- |
|        | Besòs                 | província de Barcelona Vallès Oriental Vallès Occidental Barcelonès | curs d'aigua riu principal | Desemboca: mar Mediterrània Llarg: 17.7km Conca: 1038.31km² | 41° 32′ 47″ N, 2° 15′ 02″ E / 41.5463°N,2.2506°E 41° 25′ 07″ N, 2° 13′ 59″ E / 41.4187°N,2.2331°E 16 msnm |           | Besòs River         | Modifica les dades a Wikidata |
|        | torrent de Can Sunyer | Sant Fost de Campsentelles Martorelles                              | curs d'aigua               | Desemboca: Besòs                                            | 41° 31′ 27″ N, 2° 13′ 00″ E / 41.524041590733795°N,2.2165346145629887°E                                   |           |                     | Modifica les dades a Wikidata |

## edifici residencial
| imatge | Nom              | Ubicat a                   | instància de        | Detalls                  | coordenades | Protecció | Commons (més fotos) | Dades a WD                    |
| ------ | ---------------- | -------------------------- | ------------------- | ------------------------ | --- | --------- | ------------------- | ----------------------------- |
|        | Cau Brunet       | Sant Fost de Campsentelles | edifici residencial |                          | 41° 29′ 32″ N, 2° 15′ 15″ E / 41.49219512939453°N,2.2541544437408447°E ca:La Conreria. Crtra. Badalona a Mollet (B-500), Km. 6 |           |                     | Modifica les dades a Wikidata |
|        | Mas Po Canyadó   | Sant Fost de Campsentelles | edifici residencial | Estil: noucentisme       | 41° 29′ 35″ N, 2° 15′ 18″ E / 41.49303436279297°N,2.254868984222412°E ca:La Conreria. Crtra. Badalona a Mollet (B-500), Km. 6  |           |                     | Modifica les dades a Wikidata |
|        | Torre Cordón     | Sant Fost de Campsentelles | edifici residencial | Estil: modernisme català | 41° 31′ 37″ N, 2° 13′ 36″ E / 41.52695083618164°N,2.226738929748535°E ca:Emili Monturiol, 111                                  |           |                     | Modifica les dades a Wikidata |
|        | Torre Montserrat | Sant Fost de Campsentelles | edifici residencial | Estil: noucentisme       | 41° 31′ 36″ N, 2° 13′ 36″ E / 41.52657699584961°N,2.226564884185791°E ca:Av. Monturiol, 13                                     |           |                     | Modifica les dades a Wikidata |

## entitat singular de població
| imatge | Nom                        | Ubicat a                   | instància de                                                                   | Detalls  | coordenades                                                                  | Protecció | Commons (més fotos) | Dades a WD                    |
| ------ | -------------------------- | -------------------------- | ------------------------------------------------------------------------------ | -------- | ---------------------------------------------------------------------------- | --------- | ------------------- | ----------------------------- |
|        | Mas Corts                  | Sant Fost de Campsentelles | entitat singular de població                                                   | 341 hab  | 41° 30′ 13″ N, 2° 15′ 06″ E / 41.5036261429308°N,2.25177101478087°E 253 msnm |           |                     | Modifica les dades a Wikidata |
|        | Mas Llombard               | Sant Fost de Campsentelles | entitat singular de població                                                   | 941 hab  | 41° 30′ 05″ N, 2° 13′ 51″ E / 41.501344550697°N,2.2308697374693°E 194 msnm   |           |                     | Modifica les dades a Wikidata |
|        | Sant Fost de Campsentelles | Sant Fost de Campsentelles | entitat singular de població capital municipal ens local històric de Catalunya | 7288 hab | 41° 31′ 12″ N, 2° 13′ 59″ E / 41.52003914°N,2.2330792°E 87 msnm              |           |                     | Modifica les dades a Wikidata |
|        | la Conreria                | Sant Fost de Campsentelles | entitat singular de població                                                   | 626 hab  | 41° 29′ 41″ N, 2° 14′ 38″ E / 41.494613°N,2.243977°E 168 msnm                |           |                     | Modifica les dades a Wikidata |

## església
| imatge | Nom                                          | Ubicat a                   | instància de    | Detalls                                                        | coordenades                                                                               | Protecció                                  | Commons (més fotos)                          | Dades a WD                    |
| ------ | -------------------------------------------- | -------------------------- | --------------- | -------------------------------------------------------------- | ----------------------------------------------------------------------------------------- | ------------------------------------------ | -------------------------------------------- | ----------------------------- |
|        | Sant Cebrià de Cabanyes                      | Sant Fost de Campsentelles | església        | Estil: arquitectura romànica 11st century                      | 41° 30′ 18″ N, 2° 13′ 31″ E / 41.505°N,2.2252777777778°E ca:Camí de Sant Cebrià           | bé cultural d'interès local                | Sant Cebrià de Cabanyes                      | Modifica les dades a Wikidata |
|        | Sant Martí de Pedrencs                       | Sant Fost de Campsentelles | església ermita | Estil: arquitectura romànica Estat: enderrocat o destruït      | 41° 30′ 25″ N, 2° 12′ 53″ E / 41.506983°N,2.214616°E ca:Turó de Sant Martinet             |                                            | Sant Martí de Pedrencs                       | Modifica les dades a Wikidata |
|        | església de Sant Fost de Campsentelles       | Sant Fost de Campsentelles | església        |                                                                | 41° 31′ 19″ N, 2° 14′ 00″ E / 41.521827°N,2.233368°E ca:Plaça Canonge Dr. Joan Rifà, 1    | bé integrant del patrimoni cultural català | Església de Sant Fost de Campsentelles       | Modifica les dades a Wikidata |
|        | església vella de Sant Fost de Campsentelles | Sant Fost de Campsentelles | església        | Estil: arquitectura romànica arquitectura barroca 12nd century | 41° 30′ 48″ N, 2° 14′ 04″ E / 41.513399°N,2.234444°E ca:Camí de l'Església Vella 112 msnm | bé integrant del patrimoni cultural català | Església vella de Sant Fost de Campsentelles | Modifica les dades a Wikidata |

## font
| imatge | Nom                         | Ubicat a                   | instància de | Detalls | coordenades                                                       | Protecció                   | Commons (més fotos)                             | Dades a WD                    |
| ------ | --------------------------- | -------------------------- | ------------ | ------- | ----------------------------------------------------------------- | --------------------------- | ----------------------------------------------- | ----------------------------- |
|        | font de les Monges          | Sant Fost de Campsentelles | font         |         | 41° 29′ 30″ N, 2° 15′ 00″ E / 41.49175°N,2.24991°E                |                             | Font de les Monges (Sant Fost de Campsentelles) | Modifica les dades a Wikidata |
|        | font dels Castanyers        | Sant Fost de Campsentelles | font         |         | 41° 29′ 42″ N, 2° 13′ 38″ E / 41.495015874056°N,2.2273505478541°E |                             |                                                 | Modifica les dades a Wikidata |
|        | font dels Horts dels Monjos | Sant Fost de Campsentelles | font         |         | 41° 29′ 39″ N, 2° 15′ 08″ E / 41.494085°N,2.252219°E              | bé cultural d'interès local |                                                 | Modifica les dades a Wikidata |

## masia
| imatge | Nom                                 | Ubicat a                   | instància de | Detalls                     | coordenades | Protecció                                  | Commons (més fotos)                                              | Dades a WD                    |
| ------ | ----------------------------------- | -------------------------- | ------------ | --------------------------- | --- | ------------------------------------------ | ---------------------------------------------------------------- | ----------------------------- |
|        | Can Canyelles                       | Sant Fost de Campsentelles | masia        | Estil: arquitectura popular | 41° 30′ 59″ N, 2° 13′ 05″ E / 41.516478°N,2.218145°E                                                                                | bé integrant del patrimoni cultural català |                                                                  | Modifica les dades a Wikidata |
|        | Can Coromines                       | Sant Fost de Campsentelles | masia        |                             | 41° 31′ 22″ N, 2° 13′ 19″ E / 41.522821°N,2.222022°E                                                                                |                                            |                                                                  | Modifica les dades a Wikidata |
|        | Can Donadéu                         | Sant Fost de Campsentelles | masia        |                             | 41° 30′ 24″ N, 2° 12′ 31″ E / 41.5067772222539°N,2.20848987346127°E                                                                 |                                            |                                                                  | Modifica les dades a Wikidata |
|        | Can Gaig                            | Sant Fost de Campsentelles | masia        |                             | 41° 30′ 23″ N, 2° 14′ 21″ E / 41.5062723092125°N,2.23911108106324°E                                                                 |                                            |                                                                  | Modifica les dades a Wikidata |
|        | Can Matança                         | Sant Fost de Campsentelles | masia        |                             | 41° 30′ 22″ N, 2° 14′ 22″ E / 41.5061931514776°N,2.23939958547909°E                                                                 |                                            |                                                                  | Modifica les dades a Wikidata |
|        | Can Pascol                          | Sant Fost de Campsentelles | masia        |                             | 41° 30′ 46″ N, 2° 14′ 09″ E / 41.5129156922848°N,2.23578571941224°E                                                                 |                                            |                                                                  | Modifica les dades a Wikidata |
|        | Can Ribalta                         | Sant Fost de Campsentelles | masia        |                             | 41° 31′ 37″ N, 2° 13′ 22″ E / 41.5269780816985°N,2.22263916715279°E                                                                 |                                            |                                                                  | Modifica les dades a Wikidata |
|        | Can Ribalta                         | Sant Fost de Campsentelles | masia        |                             | 41° 31′ 25″ N, 2° 13′ 59″ E / 41.523681200932494°N,2.2329769133648374°E ca:Avinguda Can Ribalta 52 82 msnm                          |                                            | Can Ribalta (Sant Fost de Campsentelles)                         | Modifica les dades a Wikidata |
|        | Can Ribó                            | Sant Fost de Campsentelles | masia        |                             | 41° 29′ 38″ N, 2° 14′ 18″ E / 41.4940170698317°N,2.2383200711382°E                                                                  |                                            |                                                                  | Modifica les dades a Wikidata |
|        | Can Romagosa                        | Sant Fost de Campsentelles | masia        | Estil: arquitectura popular | 41° 30′ 32″ N, 2° 14′ 19″ E / 41.508927°N,2.238619°E                                                                                | bé integrant del patrimoni cultural català |                                                                  | Modifica les dades a Wikidata |
|        | Can Rovireta                        | Sant Fost de Campsentelles | masia        |                             | 41° 30′ 38″ N, 2° 12′ 51″ E / 41.5104816053397°N,2.21408882985477°E                                                                 |                                            |                                                                  | Modifica les dades a Wikidata |
|        | Can Teià                            | Sant Fost de Campsentelles | masia        |                             | 41° 31′ 01″ N, 2° 13′ 47″ E / 41.5169467132296°N,2.22974611003212°E                                                                 |                                            |                                                                  | Modifica les dades a Wikidata |
|        | Can Toni                            | Sant Fost de Campsentelles | masia        |                             | 41° 30′ 51″ N, 2° 14′ 06″ E / 41.5142166344805°N,2.23501543264474°E                                                                 |                                            |                                                                  | Modifica les dades a Wikidata |
|        | Can Torrents                        | Sant Fost de Campsentelles | masia        |                             | 41° 30′ 48″ N, 2° 14′ 01″ E / 41.513431549072266°N,2.2337470054626465°E ca:Camí de l'Església Vella. Plaça de les Glòries Catalanes |                                            |                                                                  | Modifica les dades a Wikidata |
|        | Can Torrents Vell                   | Sant Fost de Campsentelles | masia        |                             | 41° 30′ 09″ N, 2° 14′ 00″ E / 41.5025402758116°N,2.23323579950438°E                                                                 |                                            |                                                                  | Modifica les dades a Wikidata |
|        | Can Torres                          | Sant Fost de Campsentelles | masia        |                             | 41° 30′ 25″ N, 2° 13′ 28″ E / 41.5068682620184°N,2.22449740803096°E                                                                 |                                            |                                                                  | Modifica les dades a Wikidata |
|        | Mas Corts de la Nau                 | Sant Fost de Campsentelles | masia        |                             | 41° 30′ 03″ N, 2° 15′ 23″ E / 41.5008631336904°N,2.25628387343524°E                                                                 |                                            |                                                                  | Modifica les dades a Wikidata |
|        | Mas Llombart                        | Sant Fost de Campsentelles | masia        | Estil: arquitectura popular | 41° 30′ 08″ N, 2° 14′ 23″ E / 41.502233°N,2.23971°E                                                                                 | bé integrant del patrimoni cultural català |                                                                  | Modifica les dades a Wikidata |
|        | casa de l'avinguda Buxó Baliarda, 2 | Sant Fost de Campsentelles | masia        |                             | 41° 31′ 16″ N, 2° 13′ 57″ E / 41.521148910697°N,2.2325563430240436°E ca:Avinguda Buxó Baliarda 2 82 msnm                            |                                            | Casa de l'avinguda Buxó Baliarda, 2 (Sant Fost de Campsentelles) | Modifica les dades a Wikidata |
|        | els Castanyers                      | Sant Fost de Campsentelles | masia        |                             | 41° 29′ 50″ N, 2° 14′ 01″ E / 41.4972911577245°N,2.23356129212093°E                                                                 |                                            |                                                                  | Modifica les dades a Wikidata |
|        | la Nau                              | Sant Fost de Campsentelles | masia        |                             | 41° 30′ 30″ N, 2° 15′ 05″ E / 41.5081997405684°N,2.2514427522309°E                                                                  |                                            |                                                                  | Modifica les dades a Wikidata |

## muntanya
| imatge | Nom                  | Ubicat a                                              | instància de | Detalls | coordenades                                                         | Protecció | Commons (més fotos)                             | Dades a WD                    |
| ------ | -------------------- | ----------------------------------------------------- | ------------ | ------- | ------------------------------------------------------------------- | --------- | ----------------------------------------------- | ----------------------------- |
|        | Muntanya de l'Amigó  | Tiana Badalona Sant Fost de Campsentelles             | muntanya     |         | 41° 29′ 29″ N, 2° 14′ 23″ E / 41.49146667°N,2.23967222°E 463.6 msnm |           |                                                 | Modifica les dades a Wikidata |
|        | Turó de Donadeu      | Sant Fost de Campsentelles                            | muntanya     |         | 41° 29′ 52″ N, 2° 13′ 14″ E / 41.49763889°N,2.22058333°E 402.2 msnm |           | Turó de Donadeu                                 | Modifica les dades a Wikidata |
|        | Turó de Fra Rafel    | Badalona Sant Fost de Campsentelles                   | muntanya     |         | 41° 29′ 25″ N, 2° 14′ 45″ E / 41.49028°N,2.245881°E 413.2 msnm      |           |                                                 | Modifica les dades a Wikidata |
|        | Turó de la Bandera   | Sant Fost de Campsentelles                            | muntanya     |         | 41° 31′ 02″ N, 2° 13′ 27″ E / 41.51716667°N,2.22425°E 175.1 msnm    |           | Turó de la Bandera (Sant Fost de Campsentelles) | Modifica les dades a Wikidata |
|        | Turó del Pou de Glaç | Sant Fost de Campsentelles                            | muntanya     |         | 41° 30′ 15″ N, 2° 12′ 56″ E / 41.5042°N,2.21567°E 217.8 msnm        |           | Turó del Pou de Glaç                            | Modifica les dades a Wikidata |
|        | Turó del Reig        | Tiana Sant Fost de Campsentelles                      | muntanya     |         | 41° 29′ 45″ N, 2° 15′ 20″ E / 41.4959°N,2.25544°E 368.1 msnm        |           | Turó del Reig                                   | Modifica les dades a Wikidata |
|        | el Pi Candeler       | Montcada i Reixac Badalona Sant Fost de Campsentelles | muntanya     |         | 41° 29′ 33″ N, 2° 13′ 29″ E / 41.4924°N,2.22461°E 463 msnm          |           | El Pi Candeler                                  | Modifica les dades a Wikidata |
|        | la Coscollada        | Badalona Sant Fost de Campsentelles                   | muntanya     |         | 41° 29′ 30″ N, 2° 13′ 44″ E / 41.49155278°N,2.22895556°E 466 msnm   |           | La Coscollada                                   | Modifica les dades a Wikidata |
|        | les Corones          | Montcada i Reixac Sant Fost de Campsentelles          | muntanya     |         | 41° 29′ 35″ N, 2° 13′ 27″ E / 41.4931°N,2.22414°E 464 msnm          |           | Les Corones                                     | Modifica les dades a Wikidata |

## pedrera
| imatge | Nom                     | Ubicat a                   | instància de | Detalls | coordenades                                                         | Protecció | Commons (més fotos)    | Dades a WD                    |
| ------ | ----------------------- | -------------------------- | ------------ | ------- | ------------------------------------------------------------------- | --------- | ---------------------- | ----------------------------- |
|        | pedrera de Can Donadéu  | Sant Fost de Campsentelles | pedrera      |         | 41° 30′ 06″ N, 2° 12′ 51″ E / 41.501748°N,2.214046°E 125 msnm       |           | Pedrera de Can Donadéu | Modifica les dades a Wikidata |
|        | pedrera de Can Rovireta | Sant Fost de Campsentelles | pedrera      |         | 41° 30′ 24″ N, 2° 13′ 07″ E / 41.5065846934122°N,2.21853352334488°E |           |                        | Modifica les dades a Wikidata |

## Misc
| imatge | Nom                                      | Ubicat a                                                              | instància de       | Detalls                     | coordenades                                                                                                 | Protecció                                  | Commons (més fotos)                                       | Dades a WD                    |
| ------ | ---------------------------------------- | --------------------------------------------------------------------- | ------------------ | --------------------------- | --- | ------------------------------------------ | --------------------------------------------------------- | ----------------------------- |
|        | Can Boc                                  | Sant Fost de Campsentelles                                            | nucli de població  |                             | 41° 30′ 41″ N, 2° 15′ 00″ E / 41.5113783889806°N,2.2499241612625°E 175 msnm                                 |                                            | Can Boc                                                   | Modifica les dades a Wikidata |
|        | Escultura Dona d'aigua                   | Sant Fost de Campsentelles                                            | monument           |                             | 41° 31′ 38″ N, 2° 13′ 27″ E / 41.52733612060547°N,2.2242870330810547°E ca:Plaça Esbert                      |                                            |                                                           | Modifica les dades a Wikidata |
|        | Escultura de l'avi pagès                 | Sant Fost de Campsentelles                                            | obra escultòrica   |                             | 41° 31′ 08″ N, 2° 13′ 57″ E / 41.518927°N,2.232521°E ca:Plaça de la Vila 96 msnm                            |                                            | Escultura de l'avi pagès                                  | Modifica les dades a Wikidata |
|        | Forn de ceràmica de Cabanyes             | Sant Fost de Campsentelles                                            | teuleria           | Estil: arquitectura popular | 41° 30′ 16″ N, 2° 13′ 39″ E / 41.504574°N,2.227364°E                                                        | bé integrant del patrimoni cultural català |                                                           | Modifica les dades a Wikidata |
|        | Institut Alba del Vallès                 | Sant Fost de Campsentelles                                            | edifici escolar    |                             | 41° 31′ 21″ N, 2° 13′ 57″ E / 41.5225944519043°N,2.232572555541992°E ca:Av. Buxó Baliarda, 5-11 78 msnm     |                                            | Institut Alba del Vallès                                  | Modifica les dades a Wikidata |
|        | Polígon industrial Can Baliarda          | Sant Fost de Campsentelles                                            | polígon industrial |                             | 41° 31′ 17″ N, 2° 13′ 11″ E / 41.5215183827965°N,2.21979210415087°E                                         |                                            |                                                           | Modifica les dades a Wikidata |
|        | Pou de glaç de Can Donadeu               | Sant Fost de Campsentelles                                            | pou de neu         | Estil: arquitectura popular | 41° 30′ 21″ N, 2° 12′ 40″ E / 41.505855°N,2.210999°E                                                        | bé cultural d'interès local                | Pou de glaç de Can Donadeu                                | Modifica les dades a Wikidata |
|        | ajuntament de Sant Fost de Campsentelles | Sant Fost de Campsentelles                                            | casa consistorial  |                             | 41° 31′ 08″ N, 2° 13′ 58″ E / 41.5187527°N,2.2329003°E 98 msnm                                              |                                            | Casa de la Vila de Sant Fost de Campsentelles             | Modifica les dades a Wikidata |
|        | cementiri de Sant Fost de Campsentelles  | Sant Fost de Campsentelles                                            | cementiri          |                             | 41° 30′ 41″ N, 2° 13′ 38″ E / 41.5112736788998°N,2.22729686412525°E                                         |                                            |                                                           | Modifica les dades a Wikidata |
|        | conjunt de xalets noucentistes           | Sant Fost de Campsentelles                                            | conjunt urbà       | Estil: noucentisme          | 41° 31′ 28″ N, 2° 13′ 31″ E / 41.52452850341797°N,2.2251999378204346°E ca:Av. Emili Monturiol / Sant Jeroni |                                            |                                                           | Modifica les dades a Wikidata |
|        | poblat ibèric de les Maleses             | Sant Fost de Campsentelles Montcada i Reixac                          | poblat ibèric      |                             | 41° 29′ 37″ N, 2° 13′ 27″ E / 41.49374°N,2.224195°E                                                         | bé cultural d'interès local                | Poblat ibèric de les Maleses (Sant Fost de Campsentelles) | Modifica les dades a Wikidata |
|        | serra d'en Mates                         | Vallès Oriental Sant Fost de Campsentelles Santa Maria de Martorelles | serra              |                             | 41° 31′ 00″ N, 2° 15′ 00″ E / 41.51667°N,2.25°E                                                             |                                            |                                                           | Modifica les dades a Wikidata |